# Ratapoil

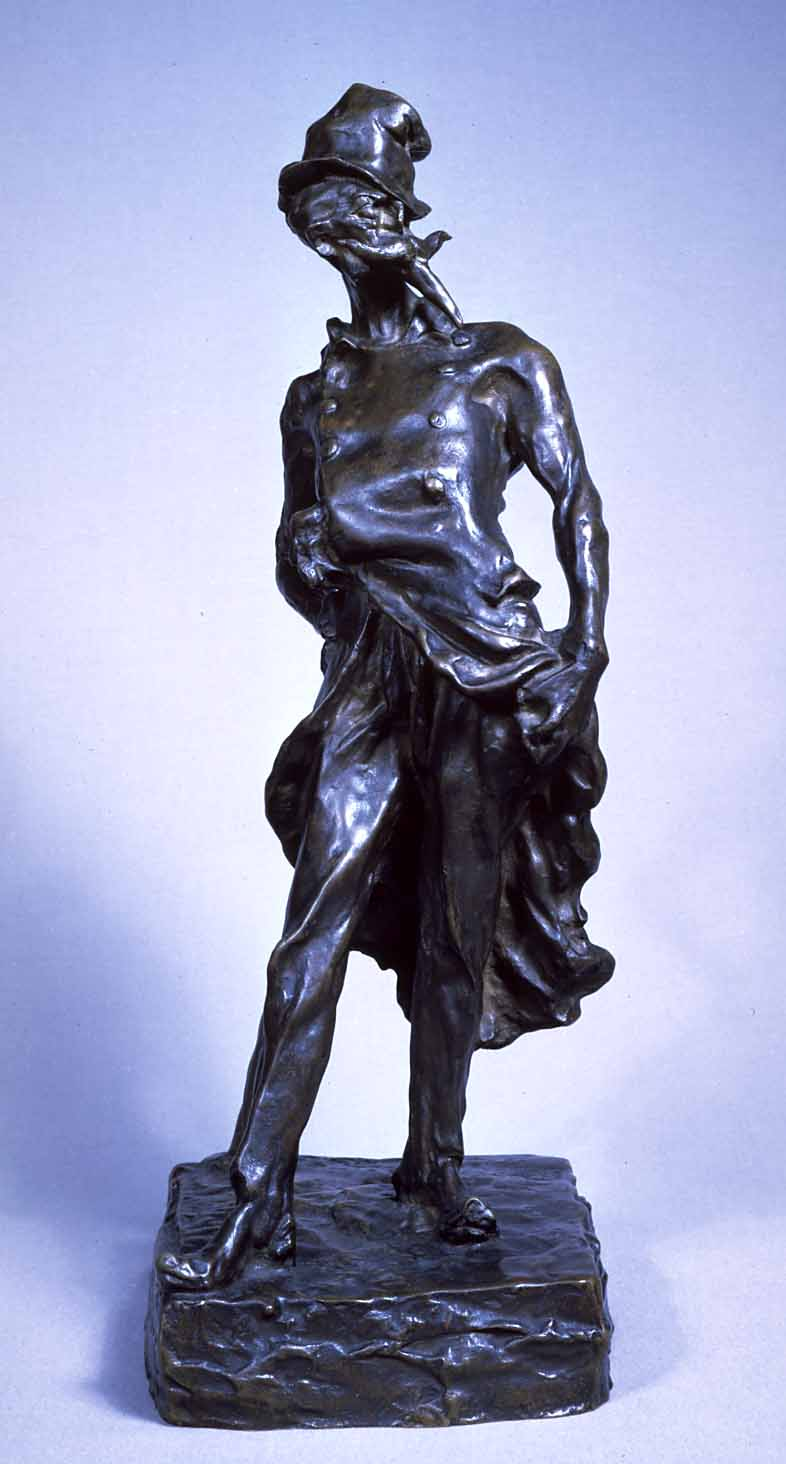
Honoré Daumier, Ratapoil (vers 1850), bronze, Baltimore, Walters Art Museum.

Ratapoil est un personnage fictif créé par Honoré Daumier en mars 1850.
Demi-solde armé d'une canne plombée, membre de la Société du Dix-Décembre et partisan fanatique du « prince-président » Louis-Napoléon Bonaparte, le colonel Ratapoil incarne l'agent provocateur interlope, propagandiste brutal et ridicule du césarisme bonapartiste sous la Deuxième République.
Originellement une sculpture de Daumier, Ratapoil est le sujet de plusieurs gravures anti-bonapartistes dessinées majoritairement par le caricaturiste et publiées dans le journal satirique Le Charivari entre septembre 1850 et décembre 1851, jusqu'à la veille du coup d'État du 2 décembre 1851.

## Histoire

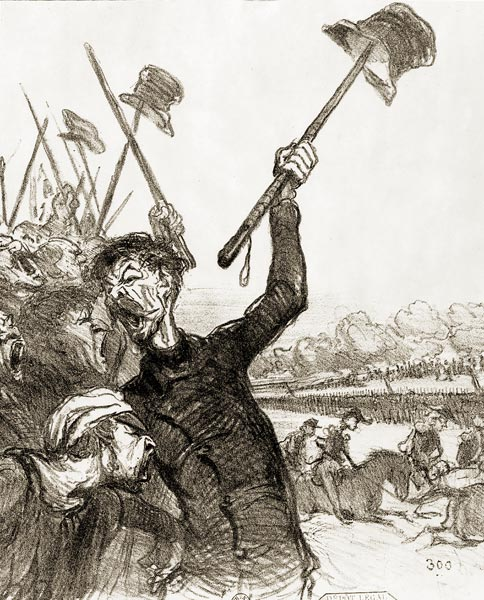
Lors d'une revue militaire, Ratapoil et ses sinistres hommes de main crient « Vive l'Empereur ! » et saluent la cavalerie en brandissant leurs chapeaux au bout de leurs gourdins.
Lithographie d'Honoré Daumier, Le Charivari, 1er juillet 1851.

En mars 1850, Honoré Daumier sculpte une statuette en terre cuite qui, à en croire son biographe Arsène Alexandre, lui vaut les félicitations (apocryphes ?) de Jules Michelet lors d'une visite à son atelier : « Ah ! Vous avez atteint en plein l'ennemi ! Voilà l'idée Bonapartiste à jamais pilorisée par vous ! »,. Le modèle aurait été trouvé parmi les militants de la Société du Dix-Décembre, un mouvement constitué en 1848 sous la forme d'une société de secours mutuels, car les clubs politiques étaient illégaux. Le nom choisi évoque le jour de l'élection à la Présidence de la République de Louis Napoléon Bonaparte. C'est un rassemblement d'anciens militaires de l'armée impériale, de petits commerçants et d'ouvriers ou de chômeurs mais on y trouve aussi des généraux ou colonels en retraite, des fils de personnalité du Premier Empire. Son président est le général Jean-Pierre Piat. Le mouvement appuie l'action électorale des candidats bonapartistes. Ces militants ont un comportement brutal et pourchassent les républicains qui manifestent, ils acclament le Prince-Président lors de ses déplacements.
Le nom de « Ratapoil » est mentionné pour la première fois dans un texte du journal satirique Le Charivari du 12 août 1850 : « Proclamation du Colonel Ratapoil, chef de la Société du Dix-Décembre. »
La première représentation graphique du personnage apparaît ensuite dans une lithographie de la série des Actualités, imprimée dans Le Charivari du 28 septembre 1850. Ratapoil est croqué comme un demi-solde efflanqué, à l'image des agents électoraux, qui, à la veille du rétablissement de l'Empire, s'étaient répandus dans la population pour favoriser les idées bonapartistes.
Surtout lié à l'œuvre graphique et sculptée de Daumier mais également dessiné par Cham et Charles Vernier, Ratapoil figure dans une vingtaine de lithographies de la série Actualités, publiées dans Le Charivari entre septembre 1850 et décembre 1851,. Dans ces œuvres, à l'instar des illustrations de Charles Vernier, Daumier accentue souvent la ressemblance avec Louis-Napoléon Bonaparte. Si les traits du personnage ne caricaturent pas directement ceux du futur Napoléon III, la moustache à l'impériale demeure l'emblème immédiatement reconnaissable de l'ennemi. Ancien soldat de Napoléon Ier et partisan à poigne de Louis-Napoléon, le colonel Ratapoil personnifie à lui seul, en un certain type « mi-officier, mi-policier », les acolytes du « prince-président », tels Persigny, Rouher, Fleury et Saint-Arnaud.
Républicain convaincu, Honoré Daumier milita jusqu'au dernier moment au sein du journal Le Charivari pour sauver la Deuxième République.
Dès 1875, le substantif masculin « Ratapoil » apparaît dans le Grand Dictionnaire universel du XIXe siècle, qui donne la définition suivante : « de rat, de à, et de poil. Familier. Partisan du militarisme, et particulièrement du césarisme napoléonien. »

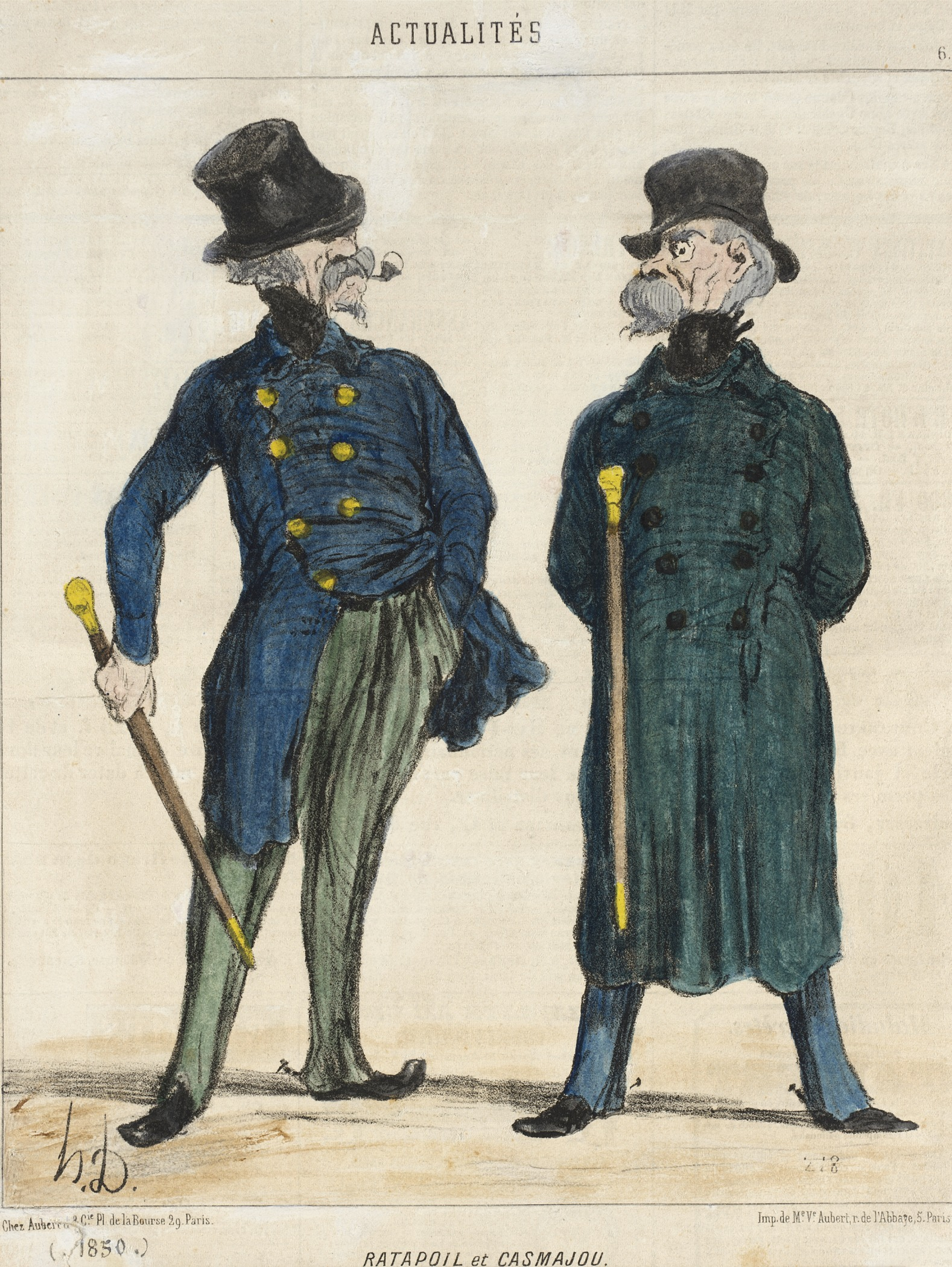
Portraits « réellement frappants » de Ratapoil et son comparse Casmajou. Lithographie d'Honoré Daumier, Le Charivari, 11 octobre 1850.
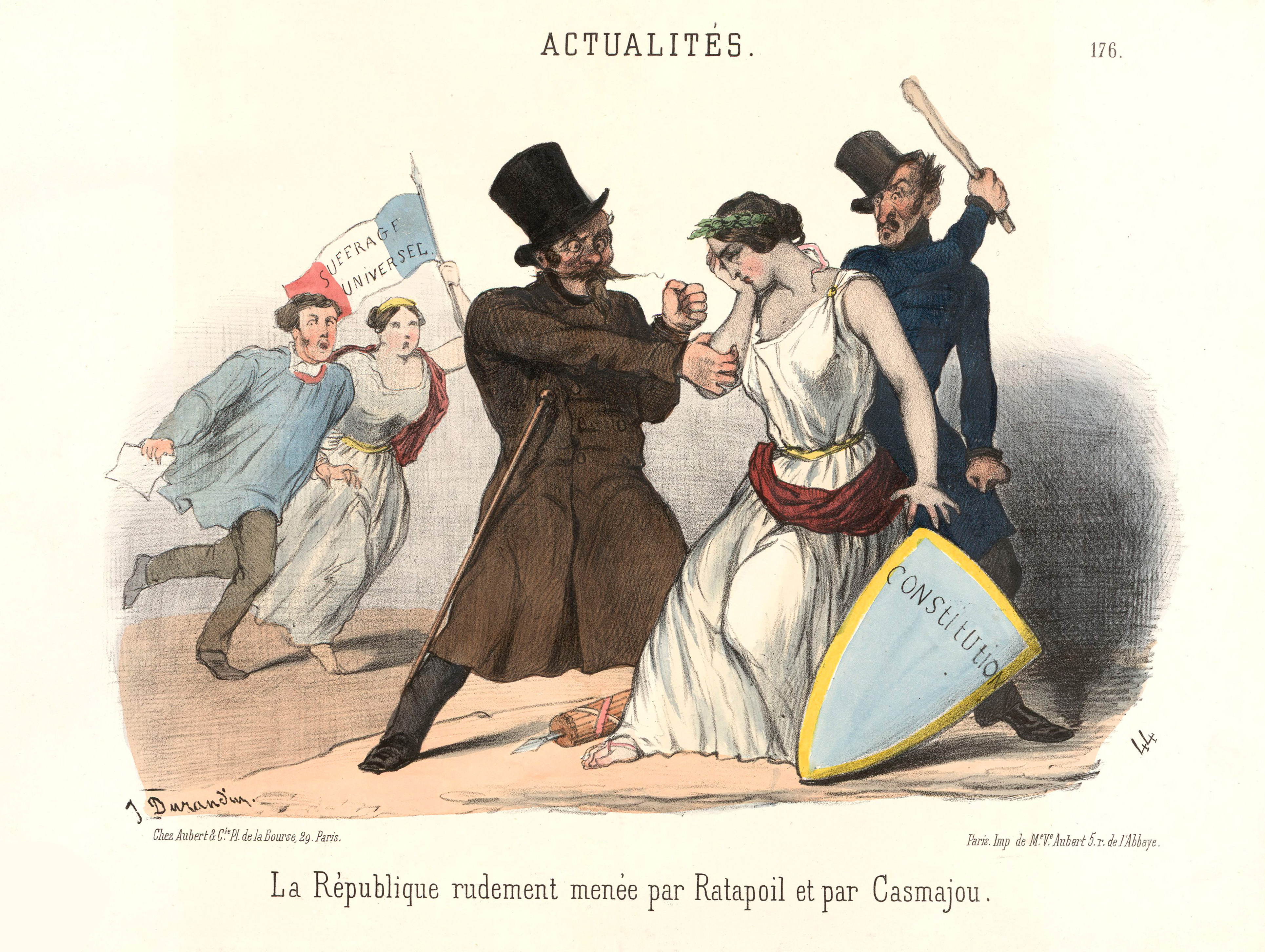
La République rudement menée par Ratapoil et par Casmajou (J. Durandin, 1851).
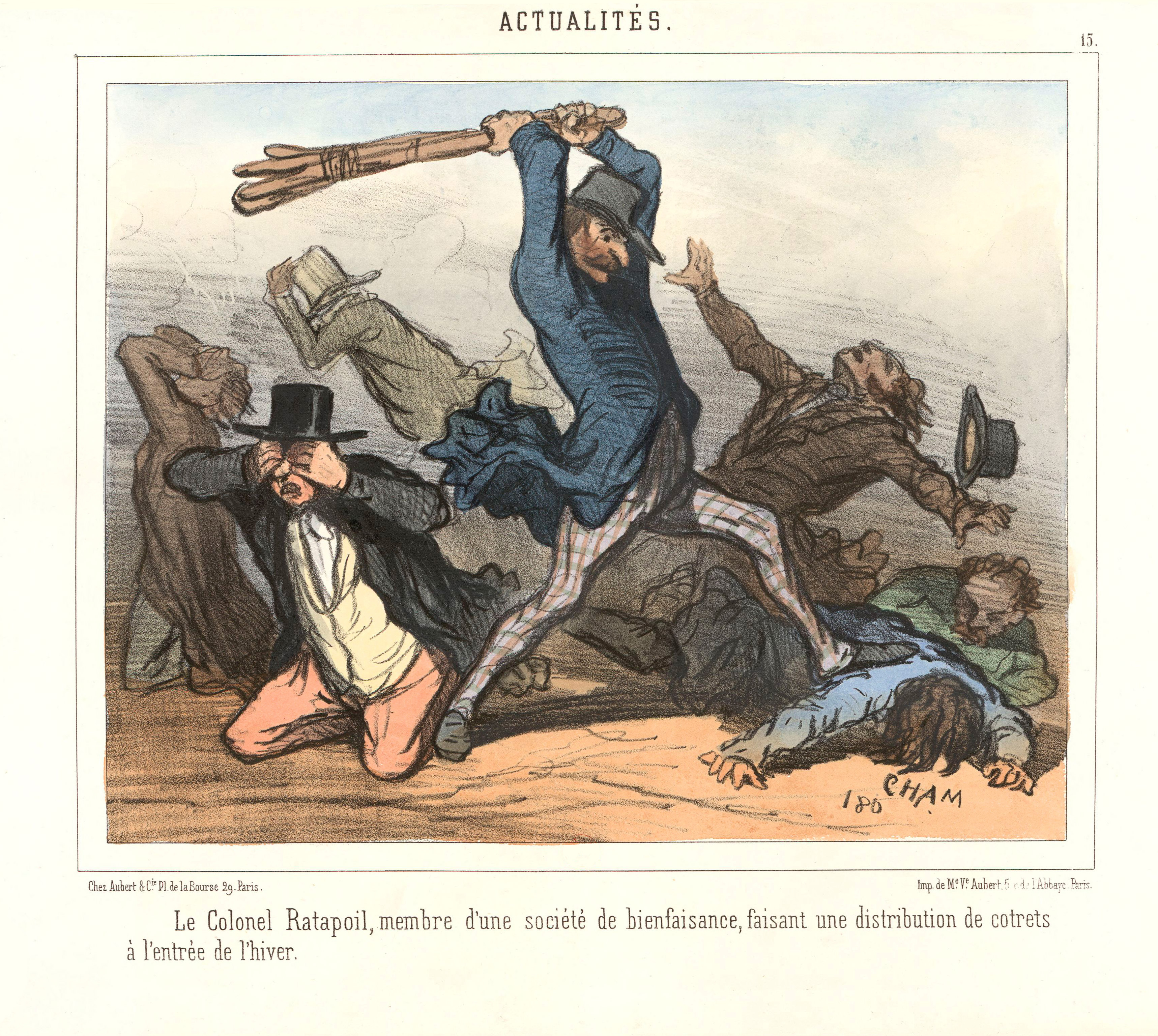
Le colonel Ratapoil, membre d'une société de bienfaisance, faisant une distribution de cotrets à l'entrée de l'hiver (Cham, 1850).
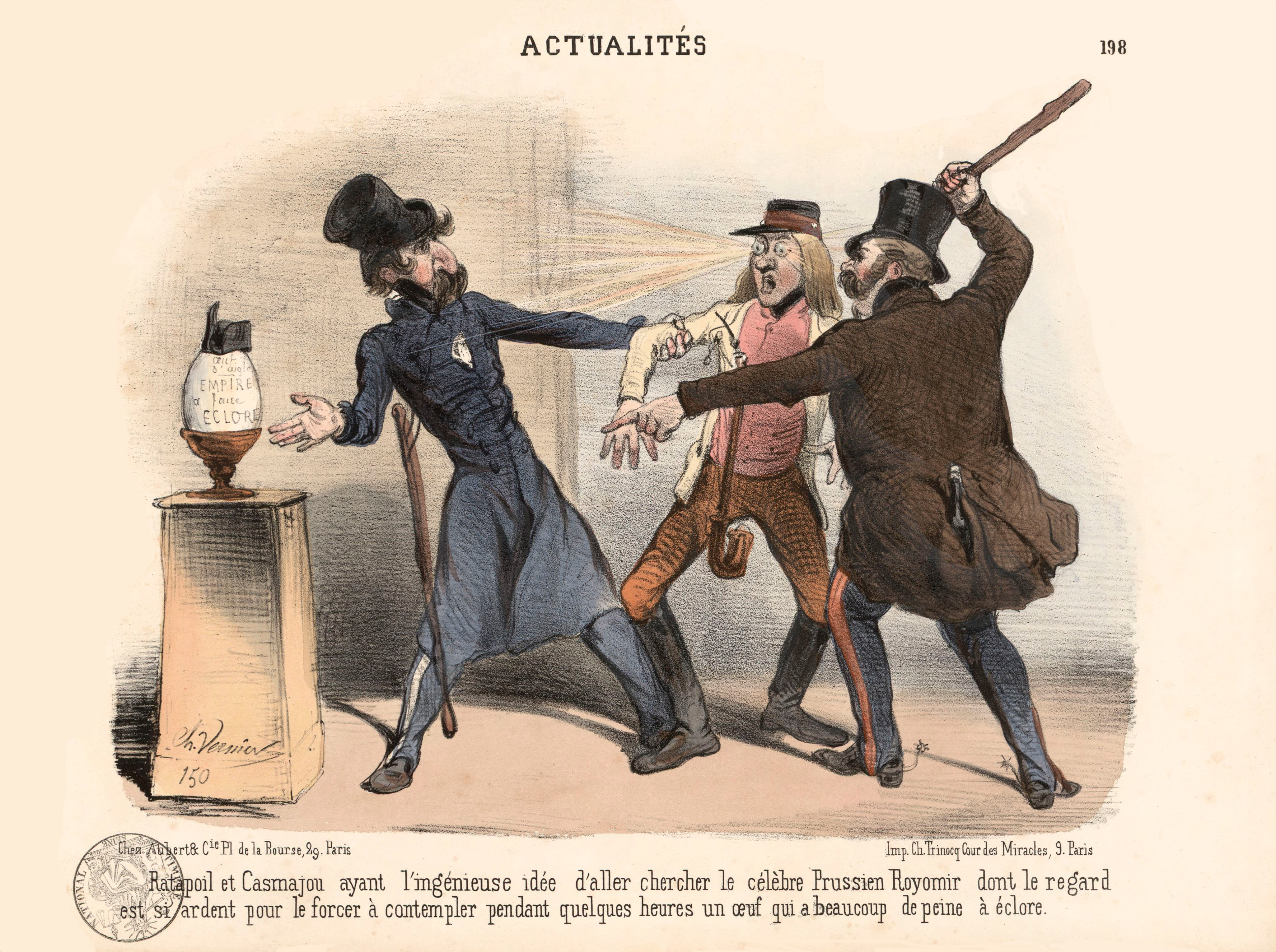
Ratapoil et Casmajou ayant l'ingénieuse idée d'aller chercher le célèbre Prussien Royomir dont le regard est si ardent pour le forcer à contempler pendant quelques heures un œuf qui a beaucoup de peine à éclore (Charles Vernier, 1851).

## Sculpture d'Honoré Daumier

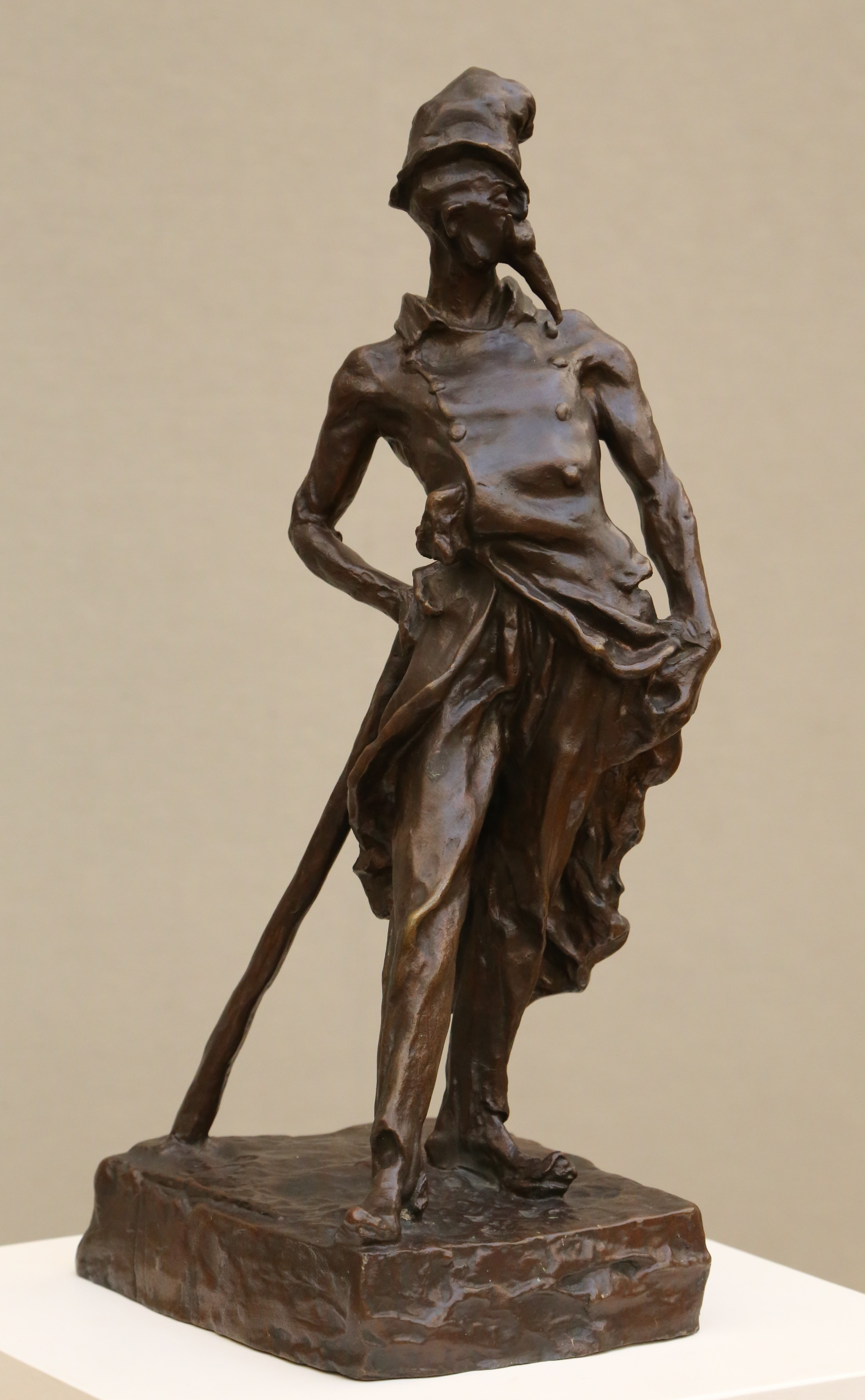
Honoré Daumier, Ratapoil (vers 1850), bronze, Munich, Neue Pinakothek.

Le modelage terriblement moderne tend déjà vers l'expressionnisme. La terre originale du Ratapoil, dont il n'existait qu'un état, fut moulée en plâtre par Geoffroy-Dechaume et probablement détruite lors de cette opération (vers 1850). Ce premier plâtre, dit original, est connu sous le nom « Plâtre Geoffroy-Dechaume » ; il est aujourd’hui conservé dans une collection particulière à Milan. Armand Dayot, à partir d'un autre plâtre lui appartenant — dû au mouleur Charles-Édouard Pouzadoux, aujourd'hui conservé à la galerie d'art Albright-Knox de Buffalo —, fut à l'initiative d'un premier tirage en bronze (vers 1890) par le fondeur Siot-Decauville en une vingtaine d'exemplaires (numérotation dans un petit cercle). Un deuxième tirage d'une vingtaine d'exemplaires (justification à 20) fut initiée par Henry Bing, à partir du même plâtre dont il était alors le propriétaire en 1929, chez le fondeur Eugène Rudier (marque "Alexis Rudier". La  Fonderie Valsuani tira  à son tour une quinzaine d'exemplaires avec un autre plâtre à partir des années 1959-1960.
- 1re édition (sur le  premier plâtre, dit original Geoffroy Dechaume, débutée en 1891)

1891 : 8 ou 10 épreuves, signées « Daumier » numérotées et avec le cachet  de  Siot-Decauville Fondeur Paris (n°1 à Oxford, Ashmoleum Museum ; n°2 au musée des Beaux-Arts de Marseille; n°4 à Paris, musée d’Orsay  ; n°5 à Karlsruhe, Staatliche Kunsthalle ; n°6 à Munich, Neue Pinacothek…). Après 1891, numérotation plus élevée (n°16 à Philadelphie, Philadelphia Museum of Art ; n°17 à Washington, National Gallery of Art ; n°19 à Mannheim, Städtische Kunsthalle ; n°20 à Copenhague, Ny Carlsberg Glyptotek…).
- 2de édition (sur le premier plâtre, dit original Geoffroy-Dechaume, débutée en 1929)

Tirage de Henry Bing, fontes par Eugène Rudier avec la marque Alexis Rudier. Édition annoncée à 20 épreuves signées h.Daumier sur la terrasse, marquées Alexis Rudier  Fondeur Paris  et numérotées de 0 à 20/20  (n°0 à Los Angeles, County Museum of Art LACMA ; n°7 à Hambourg, Hamburger Kunsthalle ; n°9 à Francfort, Städelsches Kunstinstitut ; n°13 à Winterthur, Kunstmuseum Winterthur).
De nombreux surtirages dans les années 1980-2000 par le contrefacteur Guy Hains, chez le fondeur Georges Rudier avec la marque Alexis Rudier.
- Tirage reproductif, sur le premier plâtre, sans contrat d’édition, débuté dans les années 1959-1960 après expiration de la période couverte par les droits d’auteur :

Fontes par la fonderie Valsuani. Tirage annoncé à 15 épreuves avec le cachet « Cire perdue C.Valsuani, Paris », numérotées de 1 à 12, et 3 épreuves d’essai marquées E1, E2 et E3 (de nombreux exemplaires avec cachet mais sans numérotation)